# Bahnhof Las Piedras

Der Bahnhof Las Piedras ist der größte Haltepunkt im uruguayischen Municipio Las Piedras. Er befindet sich im zentralen Bereich der Stadt Las Piedras neben dem Kulturzentrum Miguel Ángel Pareja. Seit 2019 ist der Bahnhof an der Bahnstrecke Montevideo–Paso de los Toros ohne Personenverkehr.

## Geschichte
Der Bahnhof in der Stadt Las Piedras war der nördlichen Endpunkt der ersten Bahnstrecke Uruguays. Er wurde von der Compañía del Ferrocarril Central del Uruguay (1878 von der Central Uruguay Railway übernommen) gebaut und am 1. Januar 1869 eingeweiht. Das Gebäude entspricht der Typologie eines Zwischenbahnhofs, eines Satteldachs mit seiner Hauptseite parallel zu den Gleisen, bestehend aus einem Wohnsektor für den Bahnhofsvorsteher und einem Sektor für den Bahnhofsbetrieb.
Beim Streckenumbau (Projekt Ferrocarril Central) Anfang der 2020er Jahre wurden die bestehenden Gleisanlagen zurückgebaut.

## Gegenwart
Im Bereich der Stadt befindet sich die zweigleisige Bahnstrecke zwischen Streckenkilometer km 18 + 650 und km 20 + 680 in einem teilweise gedeckelten Graben. Der Personenbahnhof in Tieflage mit Mittelbahnsteig befindet sich in der Mitte des Grabens.